# Fiesta Nacional de la Cebada Cervecera
La Fiesta Nacional de la Cebada Cervecera tiene lugar en Puan, Argentina, el segundo fin de semana de enero de cada año. Es así como jueves, viernes, sábado y domingo desfilan por el escenario mayor artistas locales, nacionales e internacionales, en el marco de otras actividades como jineteadas, torneos de golf, seven de hockey, desfiles institucionales y de reinas.

## Historia
La primera edición tuvo lugar el 9 y 10 de febrero de 1974 y fue la única de carácter regional; contó con las actividades características de la misma, como la misa de campaña, fogones, exposición de muestras de cebada cervecera, actuación de conjuntos folclóricos, desfile de carrozas y elección de la reina y princesas de la cebada cervecera.
El 5 de enero de 1975, mediante el decreto 80/75, el gobernador de la Provincia de Buenos Aires, junto con el ministro de Asuntos Agrarios, instituyó la Fiesta Provincial de la Cebada Cervecera, con lugar en el Partido de Puan durante la primera semana de febrero de cada año.
La primera fiesta provincial tuvo lugar en 1975, en el balneario municipal, en la que en el escenario se presentaron artistas como Luis Landriscina, Los de Salta y el Chango Nieto.
La fiesta de carácter provincial tuvo siete ediciones, en 1985, mediante la resolución nº75, del decreto 1614/85 se declaró primera fiesta nocional de la cebada cervecera, la edición de ese año ya está organizada como provincial, así que siguió su curso.
En noviembre de 1985 se conformó la comisión de la primera fiesta nacional de la cebada cervecera que se desarrolló desde el 25 de enero al 7 de febrero de 1986, en los jardines municipales.
En noviembre de 1993, se adquirió un predio ubicado en la sección chacras con una superficie de 20 hectáreas, a orillas de la laguna de Puan y a 3 kilómetros del casco urbano que sería los años venideros sede oficial de la fiesta.
En 1998 la fiesta comenzó a realizarse el segundo fin de semana de enero, esto se logró a partir de las presentaciones realizadas por la comisión directiva, ante el organismo regulador de fiestas, el ANAFI.

## El predio
El predio donde se realiza la fiesta nacional de la cebada cervecera está ubicado a tan solo tres kilómetros de la localidad de Puan. Es un predio de 20 hectáreas a orillas del lago que cuenta con un sector destinado a puestos de artesanos, otro destinado al patio de comidas, camping, campo de jineteada, confitería, proveeduría y espacio para la práctica de diferentes deportes tales como golf, hockey, fútbol tenis, kayak, esquí acuático, kite surf, etc.
Durante el resto del año el predio es utilizado para eventos privados, y cuenta con un campo de golf de 18 hoyos.

## Actividades
No sólo el recital atrae al visitante; el espectacular asado a la criolla que funciona a dos pasos del escenario, donde se doran vaquillonas y chorizos, adquiriendo porciones a precios que están al alcance de todos, es, en sí mismo, un espectáculo aparte.
Como no podía ser de otra manera, se exponen muestras de cebada cervecera que orgullosamente aportan productores agropecuarios de todo el país. Dichas muestras compiten en concursos a nivel zonal y nacional. Actividades culturales y deportivas se suman a la programación dando brillo y colorido como así también la elección de la Reina Nacional de Cebada Cervecera culminando los eventos con su coronación.
La presencia de público es multitudinaria, estimándose en alrededor de veinte mil personas, un predio propio a orilla del lago que posee 20 hectáreas en sección chacras, con playa, camping, canchas de fútbol, vóley y golf, confitería, proveeduría, anfiteatro, campo de jineteada e ideal para la Pesca y los deportes náuticos.